# Nekrolog 1611
Nekrolog
◄◄
| ◄
| 1607
| 1608
| 1609
| 1610
| 1611 | 1612 | 1613 | 1614 | 1615 | ► | ►►
Weitere Ereignisse | Allgemeiner Nekrolog 1611
Die Beschreibung der verstorbenen Person sollte so kurz wie möglich gehalten sein und nur deren signifikante Tätigkeit(en) enthalten.
Neue Namen ggf. auch unter dem Geburts- und Sterbedatum, also etwa unter 1. Januar und im Geburts- und Sterbejahr (2024) eintragen (nur bei entsprechender großer Wichtigkeit). Für Beispiele siehe die schon vorhandenen Artikel.
Außerdem über die fünf zuletzt Verstorbenen, zu denen es einen ausreichend guten Artikel für eine Präsentation auf der Hauptseite gibt, nach der todesbedingten Überarbeitung der Artikel ggf. auch unter Wikipedia Diskussion:Hauptseite informieren und sie am besten auch in den anderen Wikipedia-Sprachversionen eintragen. Tipp: Regelmäßig bei news.google.de nach „ist tot“, „gestorben“ oder „verstorben“ suchen.
Wenn eine Person gestorben ist, gibt es viele Seiten zu dieser Person in der Wikipedia, die davon auch betroffen sind und entsprechend aktualisiert werden müssen. Beispiele: Namenübersichtsseite, Geburtsjahr, Geburtsort-Seiten und viele mehr.
Wie finde ich die betroffenen Seiten?
Im Suchfeld auf der linken Seite gibt man den Suchbegriff so ein: „Vorname Nachname“. Dann klickt man auf Volltext und alle Seiten mit entsprechendem Suchtext werden aufgerufen. Hier sieht man dann schnell, wo auch das Todesjahr Sinn macht oder sogar ein Teil des Artikels angepasst werden muss. Auch hilft das „Werkzeug“ auf der linken Seite sehr gut, um solche Seiten aufzufinden: „Links auf diese Seite“. Somit ist die Wikipedia wieder aktuell in allen Bereichen! Hinweis: bei Eintragung der Kategorie „Gestorben JAHR“ wird der Missbrauchsfilter 49 ausgelöst, was jedoch nicht schlimm ist. Siehe: Spezial:Missbrauchsfilter/49
Dies ist eine Liste von im Jahr 1611 verstorbenen bekannten Persönlichkeiten. Die Einträge erfolgen innerhalb der einzelnen Daten alphabetisch sortiert. Tiere sind im Nekrolog für Tiere zu finden.

## Januar
| Tag        | Name                          | Beruf, bekannt als                                                       | Alter | Beleg |
| ---------- | ----------------------------- | ------------------------------------------------------------------------ | ----- | ----- |
| 6. Januar  | Juan de Ribera                | spanischer Geistlicher, Erzbischof von Valencia und Heiliger             | 77    |       |
| 9. Januar  | Jean Papire Masson            | französischer Humanist, Historiker, Geograph und Jurist                  | 66    |       |
| 10. Januar | Peter Piscator                | deutscher orientalischer Philologe und lutherischer Theologe             | 39    |       |
| 12. Januar | Johannes Miraeus              | Bischof von Antwerpen                                                    | 51    |       |
| 13. Januar | Balthasar Eysengrein          | deutscher Jurist und Hochschullehrer                                     | 63    |       |
| 21. Januar | Mariano Pierbenedetti         | italienischer Kardinal und Bischof                                       |       |       |
| 30. Januar | Hermann von Velen der Jüngere | kurfürstlicher Hofmarschall, Domherr in Münster und Amtsdroste in Meppen | 66    |       |
| Januar     | Anton Möller                  | deutscher Maler                                                          |       |       |

## Februar
| Tag         | Name                      | Beruf, bekannt als                           | Alter | Beleg |
| ----------- | ------------------------- | -------------------------------------------- | ----- | ----- |
| 7. Februar  | Ruprecht von Eggenberg    | österreichischer Feldherr                    |       |       |
| 8. Februar  | Jan Huygen van Linschoten | holländischer Kaufmann, Autor und Entdecker  |       |       |
| 26. Februar | Antonio Possevino         | italienischer Kleriker und päpstlicher Legat |       |       |
| Februar     | Antony Jenkinson          | englischer Diplomat                          |       |       |

## März
| Tag      | Name                               | Beruf, bekannt als                              | Alter | Beleg |
| -------- | ---------------------------------- | ----------------------------------------------- | ----- | ----- |
| 1. März  | Girolamo Pollini                   | italienischer Dominikaner und Historiker        |       |       |
| 2. März  | Ernst II.                          | Fürst von Lüneburg                              | 46    |       |
| 3. März  | William Douglas, 10. Earl of Angus | schottischer Adliger                            |       |       |
| 13. März | Ludwig III. von Löwenstein         | Graf von Löwenstein-Wertheim                    | 81    |       |
| 15. März | Joachim Decker                     | Komponist und Organist                          |       |       |
| 18. März | Johann Coppius                     | deutscher Mediziner und Mathematiker            | 48    |       |
| 20. März | Johann Georg Gödelmann             | deutscher Jurist, Diplomat und Hexentheoretiker | 51    |       |
| 31. März | Hans Im Thurn-Stokar               | Vogtherr, Adliger                               |       |       |

## April
| Tag       | Name                          | Beruf, bekannt als                               | Alter | Beleg |
| --------- | ----------------------------- | ------------------------------------------------ | ----- | ----- |
| 4. April  | Melchior Jäger von Gärtringen | deutscher Jurist und Politiker                   |       |       |
| 14. April | Daniel Frese                  | deutscher Kartograph und Maler                   |       |       |
| 23. April | Martin Ruland der Jüngere     | deutscher Arzt und Alchemist                     | 41    |       |
| 28. April | Martin Hayneccius             | deutscher neulateinischer Dichter des Humanismus | 66    |       |
| 29. April | Heinrich Velstein der Jüngere | deutscher Philosoph                              |       |       |
| April     | Diego de Montemayor           | spanischer Konquistador                          |       |       |

## Mai
| Tag     | Name                          | Beruf, bekannt als                                       | Alter | Beleg |
| ------- | ----------------------------- | -------------------------------------------------------- | ----- | ----- |
| 2. Mai  | Heinrich Compenius der Ältere | deutscher Orgelbauer                                     |       |       |
| 7. Mai  | Anastasius Kommerell          | württembergischer lutherischer Theologe, Pfarrer         |       |       |
| 19. Mai | Friedrich von Brandenburg     | Markgraf von Brandenburg, Herrenmeister zu Sonnenburg    | 23    |       |
| 30. Mai | Johannes Busaeus              | niederländischer Jesuit und theologischer Schriftsteller | 64    |       |

## Juni
| Tag      | Name                    | Beruf, bekannt als                                                                                        | Alter | Beleg |
| -------- | ----------------------- | --- | ----- | ----- |
| 8. Juni  | Jean Bertaut            | französischer Schriftsteller im Übergang vom Barock zur Klassik                                           |       |       |
| 13. Juni | Melchior Jöstel         | deutscher Mathematiker und Mediziner                                                                      | 52    |       |
| 15. Juni | Wolfgang von Hofkirchen | österreichischer Adliger, führender protestantischer Ständepolitiker und Statthalter von Niederösterreich | 55    |       |
| 23. Juni | Christian II.           | Kurfürst von Sachsen aus dem Hause Wettin (albertinische Linie)                                           | 27    |       |
| 27. Juni | Bartholomäus Spranger   | holländischer Maler                                                                                       | 65    |       |
| Juni     | Warmund Ygl             | Beamter, Kartograph                                                                                       |       |       |

## Juli
| Tag      | Name                      | Beruf, bekannt als                                       | Alter | Beleg |
| -------- | ------------------------- | -------------------------------------------------------- | ----- | ----- |
| 5. Juli  | Simon Lohet               | Organist und Komponist der Renaissance                   |       |       |
| 13. Juli | Ottheinrich von Venningen | deutscher Adliger, Angehöriger der Familie von Venningen |       |       |
| 15. Juli | Johann von Köppen         | brandenburgischer Jurist                                 |       |       |
| 19. Juli | Jacob Flach               | deutscher Mathematiker, Mediziner und Botaniker          | 73    |       |
| 30. Juli | Markus Bäumler            | Schweizer evangelischer Geistlicher und Hochschullehrer  |       |       |

## August
| Tag        | Name                   | Beruf, bekannt als                                           | Alter | Beleg |
| ---------- | ---------------------- | ------------------------------------------------------------ | ----- | ----- |
| 1. August  | Heinrich Krefting      | deutscher Rechtswissenschaftler und Bürgermeister von Bremen | 48    |       |
| 2. August  | Katō Kiyomasa          | japanischer Kriegsherr                                       | 50    |       |
| 5. August  | Girolamo Bernerio      | Bischof von Ascoli Piceno, Kardinal                          |       |       |
| 8. August  | Christoph Ostorodt     | Prediger und Vertreter des deutsch-polnischen Unitarismus    |       |       |
| 9. August  | Domenico Pinelli       | Kardinal der katholischen Kirche                             | 69    |       |
| 12. August | Hermann von dem Bergh  | Reichsgraf von dem Bergh                                     | 53    |       |
| 27. August | Tomás Luis de Victoria | spanischer Komponist                                         |       |       |

## September
| Tag           | Name                         | Beruf, bekannt als                                                   | Alter | Beleg |
| ------------- | ---------------------------- | -------------------------------------------------------------------- | ----- | ----- |
| 9. September  | Eleonora de’ Medici          | Herzogin von Mantua                                                  | 44    |       |
| 12. September | Giulio Cesare Gabussi        | italienischer Kapellmeister und Komponist                            |       |       |
| 14. September | Jerónimo Román de la Higuera | spanischer Jesuit                                                    |       |       |
| 15. September | Georg Limnäus                | deutscher Mathematiker, Astronom und Bibliothekar                    | 56    |       |
| 17. September | Johannes Corputius           | Kartograf und Autor des farbigen Corputius-Planes der Stadt Duisburg | 69    |       |
| 18. September | Johann August                | Pfalzgraf von Lützelstein                                            | 35    |       |
| 22. September | Pedro de Ribadeneira         | spanischer Jesuit und Historiker                                     | 83    |       |

## Oktober
| Tag         | Name                                    | Beruf, bekannt als | Alter | Beleg |
| ----------- | --------------------------------------- | --- | ----- | ----- |
| 3. Oktober  | Margarete von Österreich                | Erzherzogin von Österreich, Königin von Spanien, Portugal, Neapel und Sizilien (als Ehefrau, nicht als Herrscherin eigenen Rechts)                                             | 26    |       |
| 4. Oktober  | Charles II. de Lorraine, duc de Mayenne | Herzog von Mayenne sowie Graf von Maine | 57    |       |
| 5. Oktober  | Gregor Bersman                          | deutscher Philologe und lateinischer Dichter | 73    |       |
| 8. Oktober  | Kaspar Jentzkow                         | deutscher Pädagoge und lutherischer Geistlicher |       |       |
| 8. Oktober  | Pierre de L’Estoile                     | französischer Jurist, Schriftsteller und Chronist |       |       |
| 15. Oktober | Anna Erika von Waldeck                  | deutsche Äbtissin | 60    |       |
| 18. Oktober | Georg von Kunheim der Jüngere           | Amtshauptmann von Bartenstein, seit seinem 11. Lebensjahr Mündel des preußischen Herzogs Albrecht von Brandenburg-Ansbach, heiratete die Tochter des Reformators Martin Luther | 79    |       |
| 20. Oktober | Hans Ulrich Glöckler                    | deutscher Kunsttischler, Bildschnitzer und Bildhauer |       |       |
| 20. Oktober | Heinrich Steinhoff                      | deutscher Abt |       |       |
| 26. Oktober | Eberhard von Gemmingen                  | Erbauer des Bad Rappenauer Wasserschlosses | 44    |       |
| 30. Oktober | Karl IX.                                | König von Schweden (1604–1611) | 61    |       |

## November
| Tag          | Name                                    | Beruf, bekannt als                                                                              | Alter | Beleg |
| ------------ | --------------------------------------- | ----------------------------------------------------------------------------------------------- | ----- | ----- |
| 3. November  | Antonio Pérez                           | spanischer Staatsmann                                                                           |       |       |
| 4. November  | Wilhelm von Scheid genannt Weschpfennig | Hofpfalzgraf und Amtmann des Amtes Solingen und Burg sowie des Amtes Beyenburg                  |       |       |
| 6. November  | Peter Wok von Rosenberg                 | böhmischer Ständepolitiker, mit dem das Adelsgeschlecht der Rosenberger im Mannesstamm ausstarb | 72    |       |
| 17. November | Nicolas Henri                           | Sohn Heinrich IV. und der Maria de’ Medici                                                      | 4     |       |
| 23. November | Cornelius Schonaeus                     | niederländischer Pädagoge und Dramatiker                                                        |       |       |
| 28. November | Lanfranco Margotti                      | italienischer Kardinal und Bischof                                                              | 52    |       |

## Dezember
| Tag          | Name                     | Beruf, bekannt als                    | Alter | Beleg |
| ------------ | ------------------------ | ------------------------------------- | ----- | ----- |
| 3. Dezember  | Michael Wirth der Ältere | deutscher Rechtswissenschaftler       | 64    |       |
| 12. Dezember | Thomas Sutton            | englischer Kaufmann und Staatsbeamter |       |       |

## Datum unbekannt
| Tag           | Name                       | Beruf, bekannt als                                                   | Alter | Beleg |
| ------------- | -------------------------- | -------------------------------------------------------------------- | ----- | ----- |
|               | Giuseppe d’Alvino          | italienischer Maler, Architekt und Bildhauer                         |       |       |
|               | Schmuel Archevolti         | jüdischer Grammatiker und Dichter                                    |       |       |
|               | Alberto del Canto          | portugiesischer Konquistador in Neuspanien                           |       |       |
|               | Pierre-Francisque Caroubel | französischer Violinist und Komponist                                |       |       |
|               | Chen Yujiao                | chuanqi- und zaju-Theaterdichter der späten Zeit der Ming-Dynastie   |       |       |
|               | Livia d’Arco               | italienische Sängerin der Renaissance                                |       |       |
|               | Petrus de Drusina          | Danziger Komponist der Renaissance                                   |       |       |
|               | Johannes Eccard            | protestantischer Komponist und Kapellmeister                         |       |       |
|               | Ralph Fitch                | englischer Reisender                                                 |       |       |
|               | Christian Francken         | deutscher Jesuit und später unitarischer Theologe und Schriftsteller |       |       |
|               | Cornelius Gobelius         | deutscher Weihbischof                                                |       |       |
|               | Gioseffo Guami             | italienischer Organist und Komponist                                 |       |       |
|               | Johann Koep                | Hamburger Oberalter                                                  |       |       |
|               | Albert Kunius              | deutscher Philologe und Dichter sowie Hochschullehrer                |       |       |
|               | Johann Lyttich             | deutscher Lehrer, Kantor, Komponist und Herausgeber                  |       |       |
|               | Jakob Müller               | deutscher Bildhauer                                                  |       |       |
|               | Hermann Neuwalt            | Mediziner und Hochschullehrer, Hexentheoretiker                      |       |       |
|               | Anton van Obberghen        | niederländischer Architekt                                           |       |       |
|               | Andreas Petermann          | Kreuzkantor in Dresden                                               |       |       |
|               | Jean le Saive              | flämischer Barockmaler                                               |       |       |
|               | Si Saowaphak               | König von Ayutthaya in Siam                                          |       |       |
| Mai oder Juni | Andreas Starck             | deutscher Mediziner                                                  |       |       |
|               | Maria Thynne               | englische Adlige                                                     |       |       |
|               | Marco Vecellio             | italienischer Renaissance-Maler                                      |       |       |
|               | Alexander von Wyse         | Priester und Generalvikar in Köln                                    |       |       |